# Заикин, Иван Васильевич (комбриг)
Иван Васильевич Заикин (11 сентября 1896, пос. завод Миньяр, Челябинская губерния, Российская империя — октябрь 1941, Смоленская область, РСФСР, СССР) — советский военачальник, комбриг (25.10.1937), краснознаменец (1922).

## Биография
Родился 11 сентября 1896 года в посёлке завод Миньяр, ныне город Миньяр в Ашинском районе Челябинской области России. Русский.

### Военная служба

#### Первая мировая война
В августе 1915 года был мобилизован на службу в армию и зачислен в 144-й запасной полк в городе Уфа. В январе 1916 года окончил учебную команду полка, затем с маршевой ротой убыл на Юго-Западный фронт. Участвовал в боях в составе 668-го Телеханского полка 167-й пехотной дивизии 23-го армейского корпуса. Летом 1917 года он был командирован в 1-ю школу прапорщиков Юго-Западного фронта. По её окончании произведен в прапорщики и, получив назначение в 17-й запасной полк в городе Ромны, в ноябре 1917 года убыл в отпуск.

#### Гражданская война
15 января 1918 года вступил в Красную гвардию и назначен инструктором отряда при Миньярском заводе. Дважды с отрядом выступал против белоказаков в район Оренбурга, в мае в составе отряда участвовал в боях под Челябинском при подавлении мятежа Чехословацкого корпуса. В мае 1918 года отряд был преобразован в Отдельный Южно-Уральский батальон, а Заикин назначен его командиром. В его составе участвовал в боях с белоказаками генерала А. И. Дутова. В августе направлен в городе Вятка в 1-й Вятский полк, где проходил службу командиром батальона и помощником командира полка. В феврале 1919 года Заикин был командирован в город Уфа для формирования отдельного караульного батальона при Уфимском губернском военкомате. В марте, при отступлении Красной армии из Уфы, организовал из уфимских рабочих 1-й отдельный Уфимский батальон. В течение двух недель батальон под его командованием вел бои под деревней Бекетово в 40 км юго-западнее Уфы, прикрывая отход частей 26-й стрелковой дивизии. Отражая яростные атаки колчаковских войск, он обеспечил выход из боя 233-го Казанского полка, после чего вел бои западнее города Бугуруслан. Затем батальон вошел в состав этой же 26-й стрелковой дивизии. В мае Заикин был назначен командиром 232-го стрелкового полка этой дивизии. В последующем преследовал колчаковские войска при наступлении в Уфимской губернии, вплоть до реки Белая. В августе 1919 года убыл из полка на курсы старших строевых и штабных начальников при штабе 5-й армии Восточного фронта, по возвращении в октябре назначен помощником командира этого же 232-го стрелкового полка. В этой должности участвовал в боях на реке Тобол и далее в наступлении на Барнаул. В 1920—1921 гг., будучи помощником командира и врид командира этого полка, участвовал в подавлении восстаний Рогова, Новоселова на Алтае, а также Ишим-Тюмеиского восстания. В 1921 году сражался с войсками генерал-лейтенанта барона Р. Ф. Унгерна фон Штернберга в районе Селенгинска, за что был награждён орденом Красного Знамени. В ноябре 1921 года, командуя 231-м стрелковым полком, сражался с отрядами генерала А. С. Бакича в Горном Алтае.

#### Межвоенные годы
После войны продолжал служить в 26-й стрелковой дивизии в должностях помощника командира и врид командира 232-го и 231-го стрелковых полков, с июля 1922 года — помощником командира и врид командира 78-го и 76-го стрелковых полков. В апреле 1923 года назначен командиром 20-го отдельного Тулуновского батальона особого назначения. Участвовал в ликвидации банды Замасчикова в Зиминском уезде Иркутской губернии. С января 1925 года командовал сначала 1-м отдельным Омским батальоном местных стрелковых войск, затем 6-м отдельным батальоном местных стрелковых войск СибВО. В период с 27 октября 1926 года по 15 августа 1927 года прошел подготовку на стрелково-тактических КУКС РККА «Выстрел». В январе 1928 года он был назначен командиром батальона 61-го Осинского стрелкового полка 21-й стрелковой дивизии. В его составе участвовал в боях на КВЖД. С января 1930 года исполнял должность помощника командира по строевой части 6-го отдельного стрелкового территориального полка. С 15 ноября 1931 года — командир и комиссар 62-го Новороссийского Краснознаменного стрелкового полка 21-й стрелковой Пермской Краснознаменной дивизии ОКДВА. В августе 1937 года полковник Заикин был назначен командиром 34-й стрелковой дивизии. 23 июля 1938 года освобожден от должности и зачислен в распоряжение отдела по командно-начальствующему составу фронта. 18 сентября 1938 года комбриг Заикин уволен из РККА по ст. 44 п. «в». В периоде 19 сентября 1938 года по 13 августа 1940 года находился под следствием, затем был освобожден в связи с прекращением дела. В сентябре 1940 года назначен старшим преподавателем Высшей школы штабной службы Красной армии. С марта 1941 года исполнял должность старшего преподавателя кафедры общей тактики в Военной академии РККА им. М. В. Фрунзе.

#### Великая Отечественная война
В июле 1941 года был назначен командиром формировавшейся в Москве 7-й Московской стрелковой дивизии народного ополчения. 30 июля 1941 года дивизия вошла в состав 32-й армии Резервного фронта. 26 сентября она была переименована в 29-ю стрелковую дивизию 1-го формирования. В начале октября 1941 года в ходе начавшейся Вяземской оборонительной операции части дивизии вели ожесточенные бои севернее автострады Москва — Минск в районе Вадино, находясь на левом фланге 32-й армии. Имея значительное превосходство в силах и технике, противнику удалось 3 октября прорвать оборону армии и выйти на коммуникации фронта. К 7 октября войска армии, в том числе и 29-я стрелковая дивизия, были окружены. Действуя южнее Вязьмы, части дивизии, неся огромные потери, пробивались на соединение к своим войскам. В этих боях комбриг Заикин пропал без вести. Приказом ГУК НКО от 4 сентября 1943 года комбриг И. В. Заикин был исключен из списков РККА как без вести пропавший.

## Награды
- орден Красного Знамени (1922)[4]
- орден Красной Звезды (16.08.1936)[5]
- медаль «XX лет Рабоче-Крестьянской Красной Армии» (1938)
- наградное оружие